# Воронежский экскаваторный завод
Воронежский экскаваторный завод «ВЭКС» — машиностроительное предприятие, существовавшее до 2009 года в Воронеже и выпускавшее землеройные машины.

## Наименования
- 1897—1917 — Машиностроительный, литейный и котельный завод «Рихард Поле» (Рига, Латвия)
- 1917—1920 — Акционерное общество Воронежских машиностроительного и литейного заводов (бывших «Рихард Поле» в Риге)
- 1920—1922 — II Воронежский национальный механический, машиностроительный, литейный и котельный завод (бывший «Рихард Поле» в Риге)
- 1922—1927 — II Государственный механический завод им. Коминтерна
- 1927—1931 — завод № 7 им. Коминтерна Государственного акционерного общества «Мельстрой»
- 1931—1941 — завод им. Коминтерна
- 1941—1945 — завод № 723 Наркомата миномётного вооружения СССР
- 1946—1975 — Воронежский экскаваторный завод им. Коминтерна Министерства строительного и дорожного машиностроения СССР
- 1975 — — Воронежское ордена Трудового Красного Знамени производственное объединение по выпуску экскаваторов имени Коминтерна Министерства строительного, дорожного и коммунального машиностроения СССР
- 2001 — 2009 — ООО «ВЗЭ Экспорт»

## История
В 1870 году в Риге Рихард Поле и Вайтман основали завод по изготовлению литья, паровых котлов и деревообрабатывающих станков. С 1897 года предприятие стало частью акционерного общества по производству оборудования для деревообрабатывающей и кожевенной промышленности, паровых котлов и машин. В том же году на заводе прошла первомайская стачка, результатом которой стало сокращение рабочего дня на один час. В ходе революции 1905 года завод первым в Риге начал забастовку.
Во время Первой мировой войны (1915 год) завод был эвакуирован в Воронеж и размещён в двух корпусах в районе тогдашнего Курского вокзала. По утверждению некоторых источников, в технологическом отношении завод принадлежал в это время к ведущим российским предприятиям.
К 1917 году численность рабочих достигала 1300 человек, в августе 1917 года на заводе был создан отряд Красной гвардии, а в декабре завод перешёл под контроль рабочего комитета.
В 1922 году предприятию было присвоено имя III Коммунистического Интернационала. В 1924 году в дополнение к прежнему ассортименту завод приступил к выпуску оборудования для хлебозаводов.

Во время Великой Отечественной войны в 1941 году завод первым освоил производство реактивных миномётов — легендарных «Катюш» - БМ-13. Было произведено 1700 единиц. Впоследствии, в 1972 году на территории завода был установлена одна установка в качестве памятника. Во время войны завод получил повреждения.

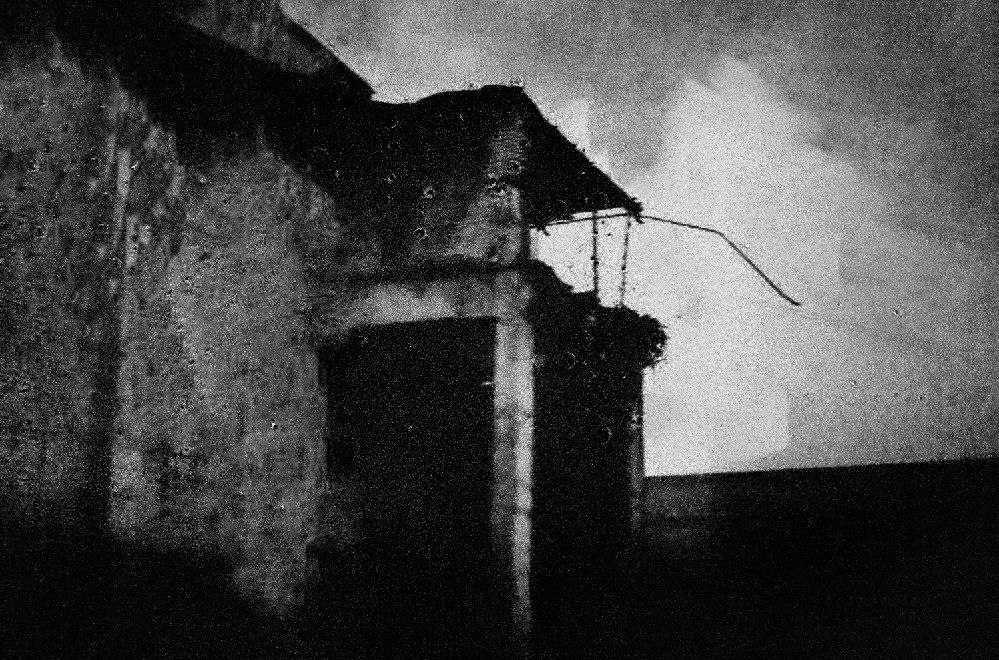
Цех ВЭКС во время войны. Фотография была найдена в брошенном цеху

С 1946 года начинается производство экскаваторов. Получив задание на освоение и выпуск универсальных гусеничных экскаваторов с ковшом, емкостью один кубометр, «коминтерновцы» за полтора года, одновременно с восстановлением предприятия, создали первую машину – «Коминтерновец-1».
С 1947 года предприятие приступило к производству тяжелых механических экскаваторов с дизельным и электрическим приводом. В последующие годы завод освоил выпуск гусеничных кранов, роторных экскаваторов и землеройно-фрезерных машин.
Экскаватор Э-1252Б первым в Воронежской области был удостоен государственного Знака качества (декабрь 1970 года), а за пять лет до этого успехи коллектива по созданию новых, более совершенных землеройных машин были отмечены орденом Трудового Красного Знамени.
С 1950-х годов завод наращивает социальную инфраструктуру. Строятся новые дома для сотрудников. Например известный дом со шпилем, расположенный по адресу Московский проспект, 10, по проекту архитектора В. С. Левицкого.
В 1951 году при заводе был открыт дворец культуры - типовое здание по проекту К.К. Барташевича (аналогичное здание - Дворец культуры имени С. М. Кирова в Воронеже), в котором расположились помещения для занятий, кружков, спортзал.  В 1961 году во дворце открыт пионерский кинотеатр "Салют". Построены новые административные здания. Все здания строятся преимущественно в стиле советского неоклассицизма. 
Также при заводе существовал пионерский лагерь "Ракета", располагавшийся в посёлке Сомово.
В 1974 году завод начал производство гидравлических экскаваторов пятой и шестой размерных групп. Незадолго до развала СССР Воронежский экскаваторный завод выпускал в год более 1000 экскаваторов, преимущественно модели пятой размерной группы.
В постсоветскую эпоху Воронежский экскаваторный завод вступил с двумя серийными базовыми моделями гидравлических полноповоротных экскаваторов: 39-тонным ЭО-5124 пятой размерной группы и 61-тонным ЭО-6123А-1 шестой размерной группы. Обе машины представляли собой модернизированные варианты машин первого поколения, разработанных в начале 70-х годов. ЭО-6123А-1, в отличие от ЭО-5124, оснащенного двигателем ЯМЗ-238 мощностью 170 л.с., имел электропривод от внешней сети.
В 1991 году к производству был принят новый экскаватор 5-й размерной группы – ЭО-5221. От ЭО-5124 его отличал уширенно-удлиненный гусеничный ход и более высокая масса – 42 т. Машина получила новый дизайн и более эргономичную кабину машиниста. Кроме того, был усовершенствован ряд систем и механизмов, что позволило увеличить надежность и снизить затраты на техобслуживание. Силовой агрегат и параметры копания остались те же, что и у ЭО-5124. Серийное производство этой модели было налажено уже в постсоветский период, выпуск продолжался до конца 1990-х.
В середине 1990-х годов модернизации подвергся экскаватор ЭО-5124, взамен его в серию пошел ЭО-5124А. На нем применили тутаевский дизель ТМЗ-8484-10 и поворотную платформу от ЭО-5221, внесли изменения в гидросхему, органы управления, ходовую часть, привод ОПУ, что повысило надежность машины, сделало более комфортным управление. ЭО-5124А выпускался до начала 2000-х годов.
Еще одна разработка первой половины 1990-х - гусеничный экскаватор ЭО-5126 – была выполнена совместно с Уралвагонзаводом, который в ходе конверсии взялся за освоение строительной техники. Модель ЭО-5126 имела широкую унификацию с ЭО-5221, но весила на 10 т меньше. При этом, параметры копания лишь незначительно уступали более тяжелой машине.
В начале 1990-х 6-я размерная группа воронежских экскаваторов пополнилась новой моделью ЭО-6124. Принципиальное отличие новинки от ЭО-6123А-1 – привод от дизельного двигателя мощностью 350 л.с. Однако производство экскаваторов 6-й размерной группы в 1990-х постепенно снижалось.
Несмотря на создание новых моделей экскаваторов, а также расширения номенклатуры за счет мини-погрузчиков с бортовым поворотом, переход в рыночную экономику для Воронежского экскаватора оказался очень тяжелым. К концу 1990-х объемы производства упали более, чем в 10 раз. Если в 1990 году было изготовлено 1011 экскаваторов, то в 1998-м только 95, а годом ранее всего 61.
На рубеже 1990-2000-х годов предприятие обновило модельный ряд, на смену ЭО-5124А, ЭО-5221 и ЭО-5226 пришли новые гусеничные экскаваторы – 39-тонный ЭО-5225 и 30-тонный ВЭКС 30L. Кроме того, линейку пополнила 20-тонная колесная машина ВЭКС-20К. Экскаватор ЭО-5225 комплектовался двигателем ЯМЗ-238Б, а более легкие модели – ЯМЗ-236, на всей технике устанавливалось гидрооборудование Bosch Rexroth и другие импортные компоненты.
Наиболее массовой моделью был ЭО-5225, а вот ВЭКС 30L и ВЭКС-20К выпускались фактически единично. На базе колесного экскаватора была разработана модификация с телескопическим оборудованием, однако она в серию не пошла.
В сентябре 2006 года на Воронежском экскаваторном заводе вводится конкурсное производство. Из большей части корпусов вывезено оборудование, сборка экскаваторов проводится на небольшом участке. Прекратил своё существование музей Трудовой и боевой славы, располагавшийся в ДК завода, экспонаты переданы в краеведческий музей и промышленно-экономический колледж.
В 2007 году завод выпустил 69 экскаваторов но уже через год завод выпустил всего лишь 22 машины.
Чистый убыток НПП "ВЗЭ" за 9 месяцев 2008 года составил порядка 77 млн рублей.
Последние экскаваторы были произведены в 2009 году, впоследствии производство было прекращено.

##### Банкротство и ликвидация завода
Первый иск о банкротстве завода был подан в 2004 году, в сентябре 2006 года суд признал предприятие банкротом..
Основные кредиторы предприятия — налоговые органы (38 %задолженности), компании, аффилированные с «Тяжэкс-Холдингом» (31 %), ОАО «Тяжэкс имени Коминтерна» (24 %). Стороны долгое время конфликтовали. Основной предмет спора представляла земля под предприятием — около 45 га.
Осенью 2010 года по приказу департамента спорная земля была разделена на 29 самостоятельных участков. ВЭКСу отошло 22 из них общей площадью 11,2 га. Собственниками оставшихся семи стали владельцы объектов недвижимости, которая находится на этих участках. В частности, у ООО «Воронежский сталелитейный завод» оказалось два участка площадью 3,7 га, у «Тяжэкса» — один площадью 29 га. В сентябре 2011 года Росреестр завершил процедуру регистрации земельных участков на территории ВЭКС. Таким образом, в цену каждого объекта уже входит стоимость земли. Именно вопрос с землей сдерживал завершение процедуры банкротства, которая продолжается с 2006 года. Весной собрание кредиторов ВЭКС проголосовало за замещение активов завода — создание юрлица, в уставный капитал которого вносятся активы, а затем на торги выставляются акции новой организации. К активу проявляли интерес несколько инвесторов, в том числе Кировский завод. Такое решение позволило бы сохранить предприятие как единую бизнес-структуру. Он также отмечал, что в данном вопросе была достигнута договоренность давним оппонентом — «ТяжЭксом».
Завод ликвидирован как юридическое лицо определением Арбитражного суда Воронежской области от 13.04.2015 года. Процедура конкурсного производства в отношении ОАО «ВЭКС» Воронежский экскаватор» завершена.

### Современное состояние завода
- В 2009 году завод прекратил деятельность. На территории расположен технопарк «Московский». Оборудование завода вывезено. Большая часть цехов занята арендаторами — ведется производство стекла, тротуарной плитки, автосервис. Бывшее заводоуправление перепрофилировано в медицинский центр «НМТ» и отделение Сбербанка. Бывший отдел кадров занимает стоматологическая клиника.[14][15]
- Часть цехов заброшена, часть снесена. На юго-западной части территории располагается сталелитейное производство, ранее отделившееся от завода. Также на территории завода оставалось два последних непроданных экскаватора ДГЭ-1200, произведенных в 2009 году, но в связи с отсутствием заказов экскаваторы были утилизированы летом 2015 года.[16][17][18]
- 7 октября 2016 года на бывшем административном здании завода была открыта мемориальная доска в память о производившейся на заводе имени Коминтерна реактивной установке БМ-13[19] Долгое время на территории завода находился памятник Катюше в виде ракетной установки на постаменте (установлен в 1972 году). В настоящее время сохранился только постамент с мемориальной доской, сама установка была передана в 2011 году советом ветеранов завода управлению культуры Воронежа, в настоящее время находится в собственности у военно-патриотического клуба "Набат", установлена на грузовом автомобиле для использования в реконструкциях боёв. Также был демонтирован памятник В. И. Ленину, находившийся поблизости.[8]
- В декабре 2017 года в отреставрированном здании бывшего дворца культуры был открыт развлекательный комплекс "Palazzo".[20][21]Экскаватор ДГЭ-1200, оставленный на территории завода, 2015 год

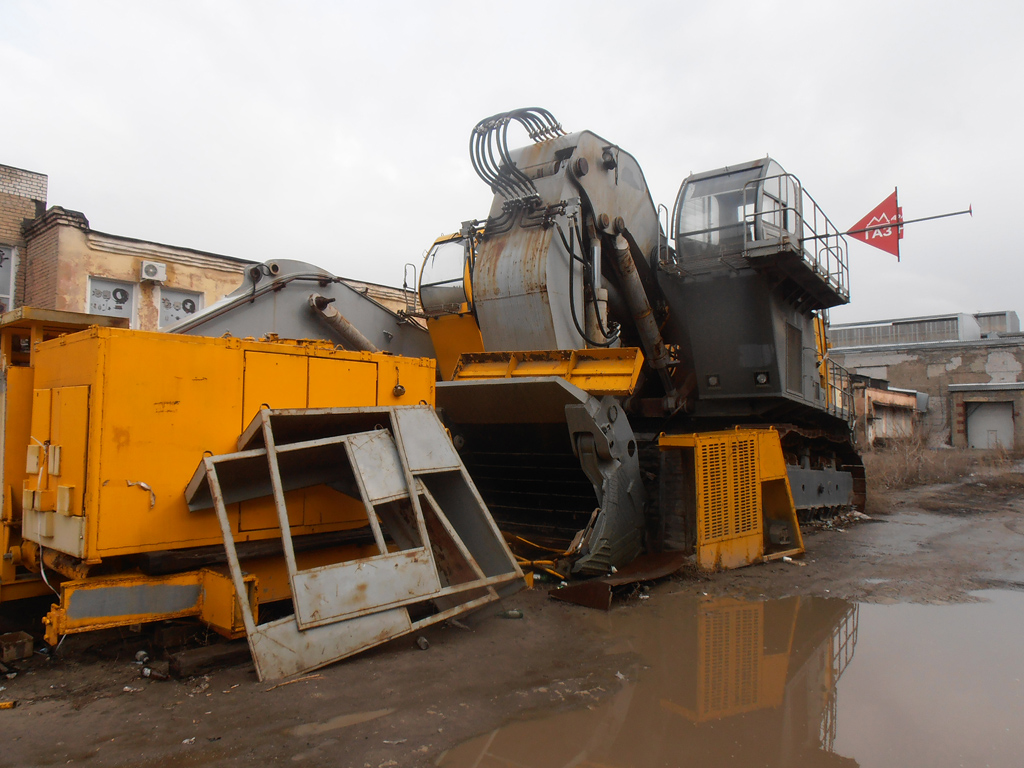
Экскаватор ДГЭ-1200, оставленный на территории завода, 2015 год

- 10 сентября 2018 года на территории был снесён памятник сотрудникам завода, погибшим в Великой Отечественной войне[22]. Основная причина сноса — приход памятника в негодность. Взамен снесенного памятника на здании бывшего заводоуправления были установлены сегменты фасадной плитки с напечатанными именами погибших. Таблички и буквы, составлявшие надпись «Отдавших жизнь за Родину — помните», а также прочие детали оформления снесенного памятника вывезены на сохранение, дальнейшая судьба неизвестна. Несмотря на просьбы бывших рабочих завода восстановить памятник, никаких действий не ведется. Также неизвестна судьба различных мемориальных досок, располагавшихся на корпусах завода.[23]
- 2019 год — по распоряжению мэра Воронежа В. Кстенина началась подготовка к реновации территории бывшего завода.[24].

## Продукция завода
- Э-2503
- Э-2505
- ЭО-43211
- ЭО-5122
- ЭО-5123
- ЭО-5124
- ЭО-5124А
- ЭО-5126
- ЭО-5221
- ЭО-5224
- ЭО-5225
- ЭО-6122
- ЭО-6123
- ЭО-6123А-1
- ЭО-6124
- ВЭКС-30L
- ВЭКС-20К
- Производство запчастей и ремонт экскаваторов[25]

## Награды
В 1965 году завод награждён орденом Трудового Красного Знамени.